# Magyarpolány
Magyarpolány is een plaats (község) en gemeente in het Hongaarse comitaat Veszprém. Magyarpolány telt 1184 inwoners (2001).